# Fastiw
Fastiw (ukrainisch Фастів; russisch Фастов Fastow) ist eine Stadt in der ukrainischen Oblast Kiew mit etwa 44.000 Einwohnern (2024).

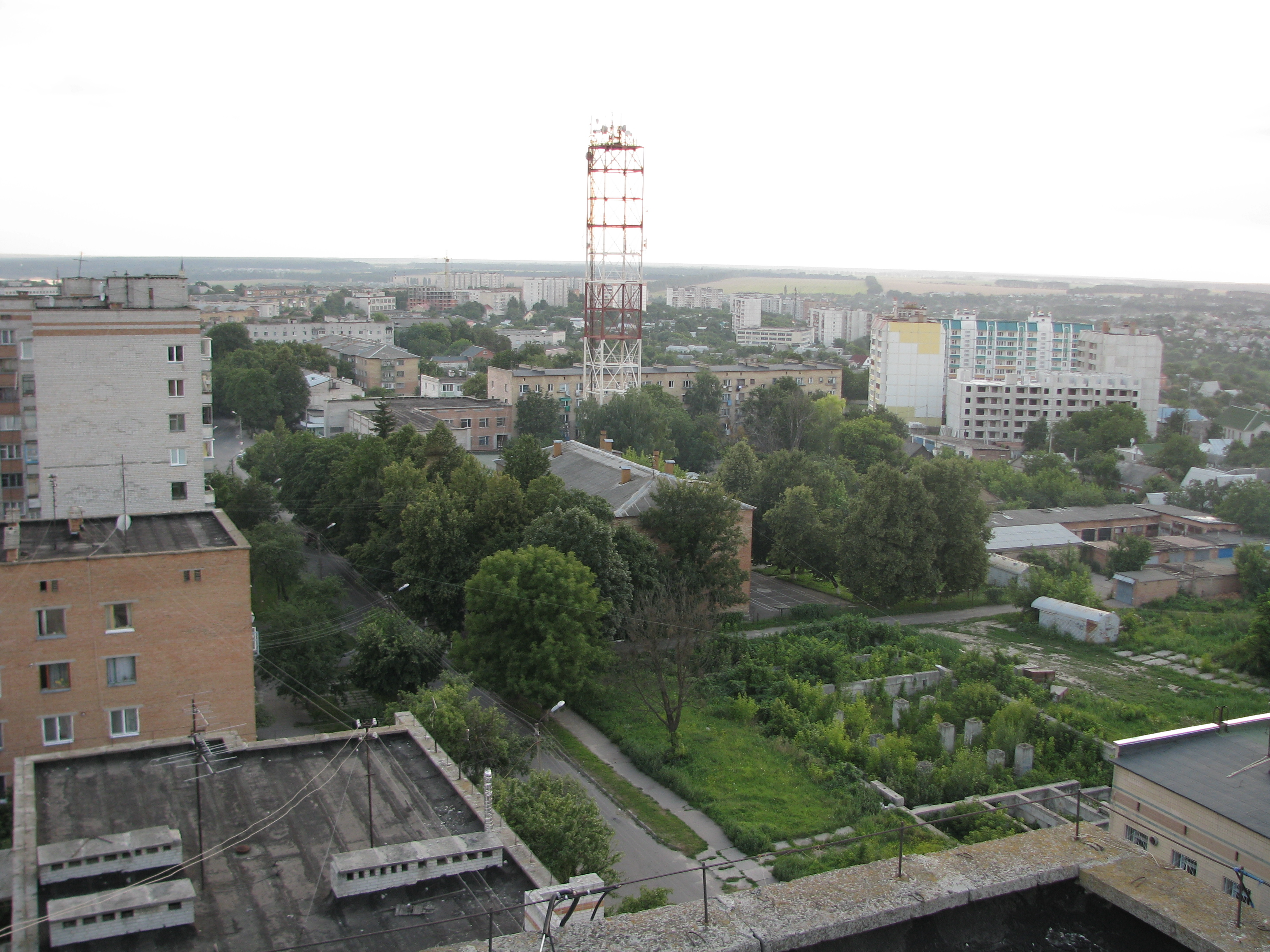
Blick auf Fastiw

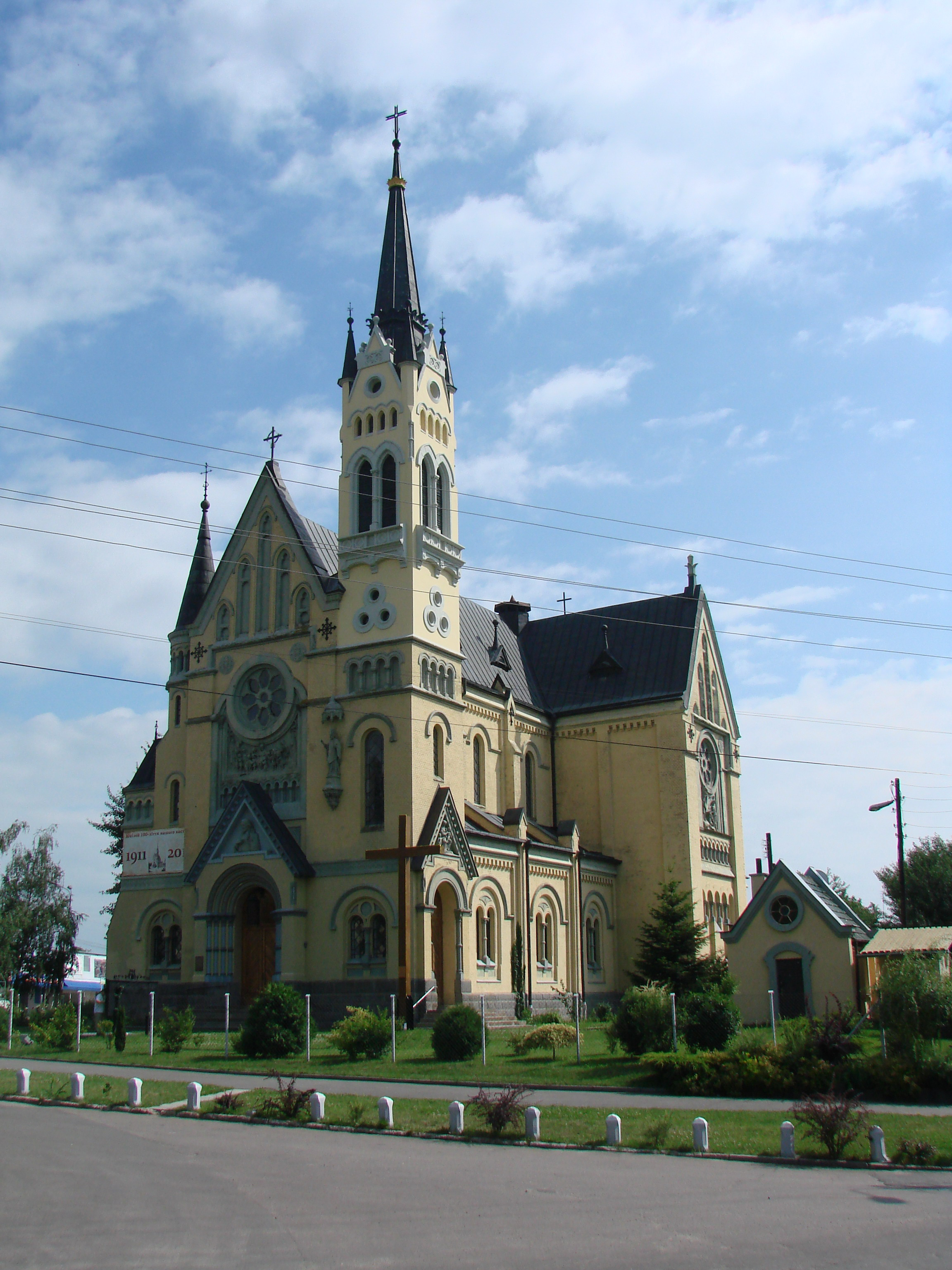
St.-Nikolaus-Kirche in Fastiw

## Geografische Lage
Fastiw liegt auf einer Höhe von 199 m am Ufer der Unawa (Унава), einem 87 km langen, rechten Nebenfluss des Irpin, etwa 64 Kilometer südwestlich von Kiew.
Durch die Stadt verlaufen die Regionalstraßen P–04 und P–19 sowie die Territorialstraßen T–10–13 und T–10–28.

## Geschichte
Erstmals erwähnt wurde Fastiw als kleines Städtchen im Jahre 1390. Nach dem Bau der Eisenbahn im Jahre 1870 wurde die Ortschaft zu einem wichtigen Transportzentrum in westlicher Richtung. In einem Pogrom während des Russischen Bürgerkriegs im Sommer 1919 tötete hier die Weiße Armee bei ihrem Vormarsch aus der Don-Region Richtung Moskau 1500 Juden. Als Stadt wurde Fastiw 1938  offiziell anerkannt. 1941 ermordete die deutsche Einsatzgruppe C unter Paul Blobel „alle Juden im Alter zwischen 12 und 60 Jahren“.

## Verwaltungsgliederung
Am 12. Juni 2020 wurde die Stadt zum Zentrum der neugegründeten Stadtgemeinde Fastiw (Фастівська міська громада/Fastiwska miska hromada). Zu dieser zählen auch die Siedlung städtischen Typs Borowa und die 16 in der untenstehenden Tabelle aufgelisteten Dörfer, bis dahin bildete sie die gleichnamige Stadtratsgemeinde Fastiw (Фастівська міська рада/Fastiwska miska rada) unter Oblastverwaltung stehend im Zentrum des ihn umgebenden Rajons Fastiw.
Am 17. Juli 2020 kam es im Zuge einer großen Rajonsreform zum Anschluss des Rajonsgebietes an den Rajon Fastiw.
Folgende Orte sind neben dem Hauptort Fastiw Teil der Gemeinde:
| Name                     | Name                   | Name                                             |
| ukrainisch transkribiert | ukrainisch             | russisch                                         |
| ------------------------ | ---------------------- | ------------------------------------------------ |
| Borowa                   | Борова                 | Боровая (Borowaja)                               |
| Bortnyky                 | Бортники               | Бортники Василевка (Bortniki)                    |
| Fastiwez                 | Фастівець              | Фастовец (Fastowez)                              |
| Hwardijske               | Гвардійське            | Гвардейское (Gwardeiskoje)                       |
| Klechiwka                | Клехівка               | Клеховка (Klechowka)                             |
| Mala Ofirna              | Мала Офірна            | Малая Офирна (Malaja Ofirna)                     |
| Mala Snitynka            | Мала Снітинка          | Малая Снетинка (Malaja Snetinka)                 |
| Mlynok                   | Млинок                 | Млынок                                           |
| Motowyliwka              | Мотовилівка            | Мотовиловка (Motowilowka)                        |
| Motowyliwska Slobidka    | Мотовилівська Слобідка | Мотовиловская Слободка (Motowilowskaja Slobodka) |
| Oleniwka                 | Оленівка               | Оленовка (Olenowka)                              |
| Tarassenky               | Тарасенки              | Тарасенки (Tarassenki)                           |
| Welyka Motowyliwka       | Велика Мотовилівка     | Великая Мотовиловка (Welikaja Motowilowka)       |
| Welyka Ofirna            | Велика Офірна          | Великая Офирна (Welikaja Ofirna)                 |
| Welyka Snitynka          | Велика Снітинка        | Великая Снетинка (Welikaja Snetinka)             |
| Wepryk                   | Веприк                 | Веприк (Weprik)                                  |
| Wyschnjaky               | Вишняки                | Вишняки (Wischnjaki)                             |

## Einwohnerentwicklung
Entwicklung der Einwohnerzahl:
- 1923 – 12.714
- 1939 – 20.732
- 1959 – 30.240
- 1970 – 42.328
- 1979 – 51.179
- 1989 – 50.985
- 2001 – 51.976
- 2010 – 48.684
- 2018 – 46.323

## Persönlichkeiten
- Wiktor Dubrowskyj (1876–nach 1943), Lexikologe und Übersetzer
- Efraim Markowitsch Skljanski (1892–1925), Bolschewik und sowjetischer Politiker
- Oleksandr Jantschuk (* 1956), Filmregisseur, Produzent und Drehbuchautor
- Anna Bahrjana (* 1981), Schriftstellerin und Übersetzerin